# Yakuza (gra komputerowa)
Yakuza – przygodowa gra akcji, wyprodukowana i wydana przez firmę Sega na platformę PlayStation 2 w 2005 roku. W Japonii gra nosi tytuł Ryū ga Gotoku (jap. 龍が如く). Pierwsza gra z serii Yakuza.

## Historia
Gra przedstawia historię Kazuma Kiryu (jap. 桐生 一馬 Kiryū Kazuma), byłego członka yakuzy, znanego w światku przestępczym jako „Dragon of Dojima”. W obronie przyjaciela i ukochanej kobiety, Kazuma bierze na siebie winę zabójstwa własnego szefa, przez co traci twarz w mafii i zostaje skazany na dziesięć lat pozbawienia wolności. Po odsiedzeniu wyroku wraca do Kamuro-chō, gdzie wpada w pułapkę zastawioną na niego przez pragnących zemsty członków mafii. Po lawinie niekorzystnych wypadków Kazuma spotyka dziewczynę, która stanowi klucz do rozwiązania tajemnicy zniknięcia dziesięciu miliardów jenów skradzionych mafii. Poprzysięga bronić dziewczyny i zrobić wszystko, aby uratować stracony honor.

## Postacie
- Kazuma Kiryū (jap. 桐生 一馬 Kiryū Kazuma) – 38 lat, 184 cm wzrostu, 88 kg wagi. Dorastał w sierocińcu Sunflower. Po pobycie w więzieniu wraca do rodzinnego Kamuro-chō. Po zabójstwie ojca klanu Tōjō znajduje się na celowniku yakuzy. Zgodnie z radą swojego mentora, Shintarō Kazamy, udaje się do baru Stardust na ulicy Tenkaishi, gdzie poznaje Kazukiego, właściciela baru. Od tego momentu fabuła zmierza do odnalezienia ukochanej Kazamy i dziesięciu miliardów jenów skradzionych klanowi Tōjō.
- Haruka Sawamura (jap. 澤村遥 Sawamura Haruka) – 120 cm wzrostu. Dziewczynka poszukująca swojej matki, Mizuki, która wydaje się być młodszą siostrą Yumi. Dziewczyna jest także związana ze zniknięciem 10 miliardów jenów, które miało miejsce tuż przed wyjściem Kazumy na wolność. Z uwagi na te powiązania Kazuma decyduje się zaopiekować Haruką. Ona także dorastała w sierocińcu Sunflower.
- Yumi Sawamura (jap. 澤村由美 Sawamura Yumi) – ur. 30 czerwca 1971 roku, 165 cm wzrostu, 45 kg wagi. Dorastała z Kazumą i Nishiki. Pracowała jako hostessa w klubie Serena. Została porwana przez Sōhei'a Dōjimę i w wyniku traumy związanej z tym wydarzeniem straciła pamięć. Wychodzi za mąż za wpływowego polityka – Kyōhei'a Jingu.
- Akira Nishiki (jap. 錦山彰 Nishikiyama Akira) – były przyjaciel Kazumy i główny antagonista gry. Przewodzi rodzinie Nishiki (Nishikiyama). Dorastał w sierocińcu Sunflower. Zabił Sōhei'a Dōjimę, głowę klanu Tōjō, po czym zgodził się, aby Kazuma przyjął na siebie jego winę. Po powrocie Kazumy z więzienia Nishiki przeistoczył się w zimnego mafioza bez serca. Od momentu gdy jego najlepszy przyjaciel trafił do więzienia, a jego siostra zmarła w wyniku nieuleczalnej choroby, Nishiki przestał ufać ludziom. Zazdrościł Kazumie uczucia, jakim darzyła go Yumi. W wersji japońskiej gry jego nazwisko brzmi Nishikiyama, a Nishiki jest jedynie jego przydomkiem.

## Obszar działań

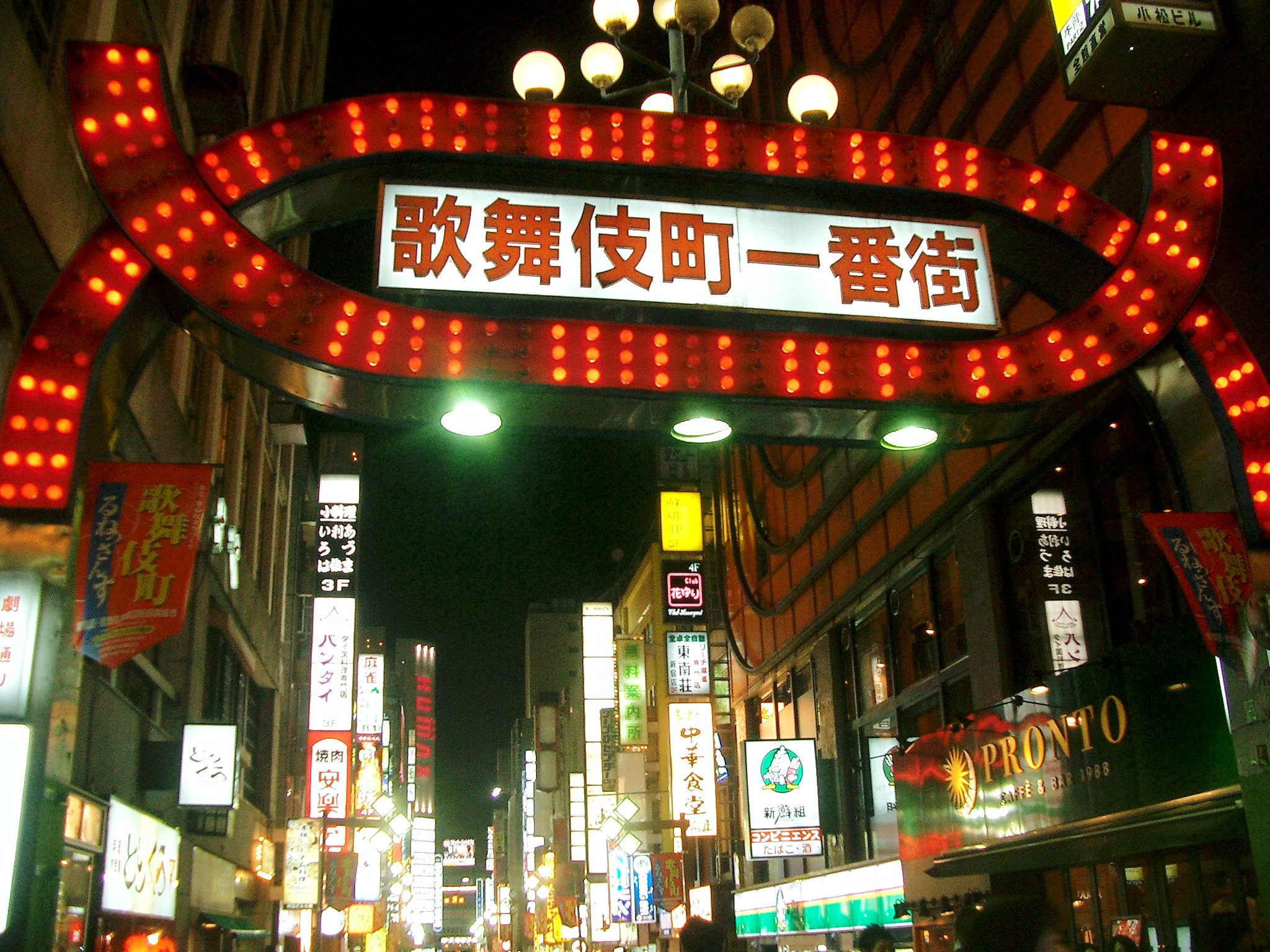
Kamuro-chō zostało zaprojektowane na wzór Kabuki-chō

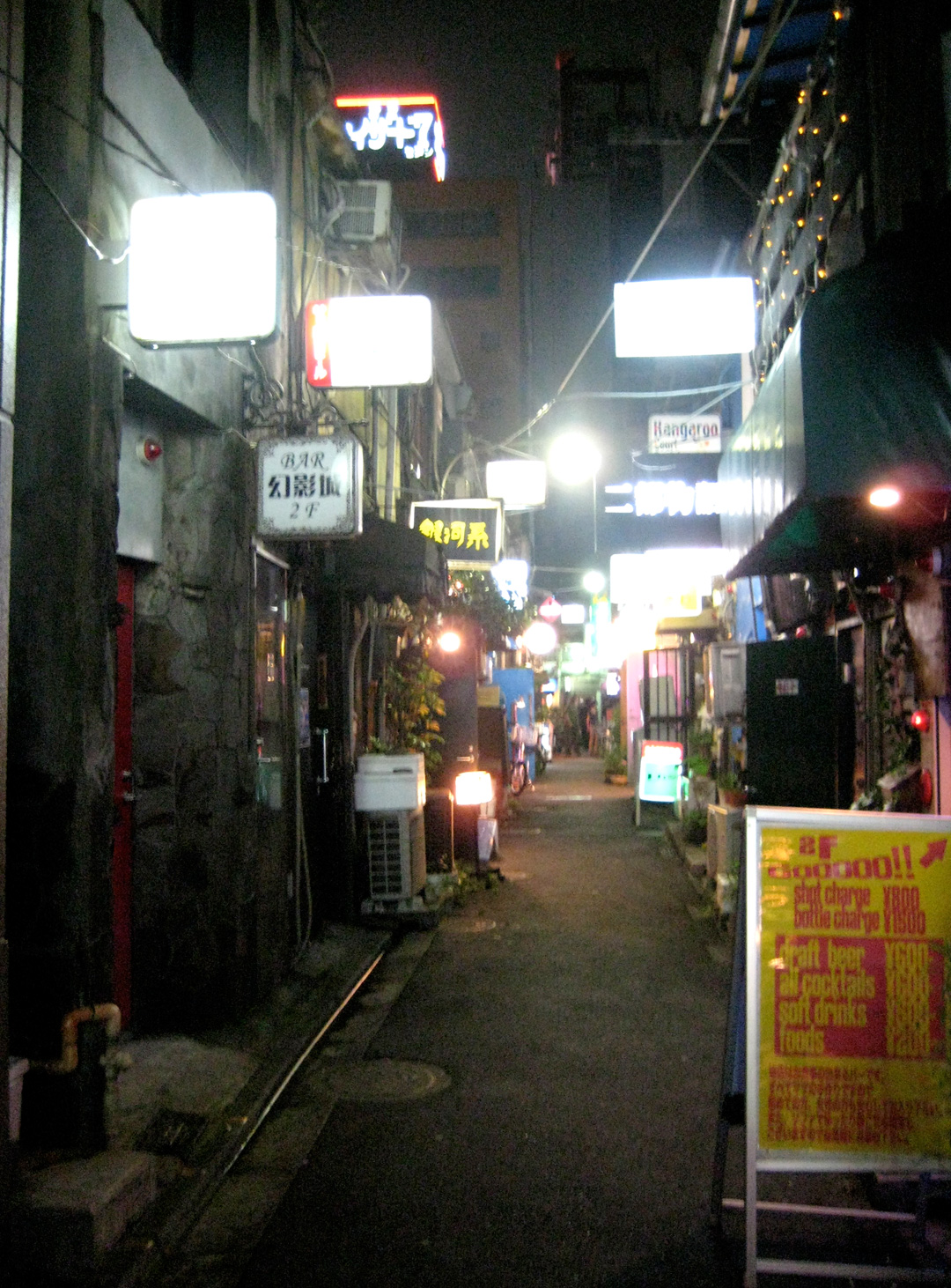
Shinjuku Golden Gai zostało odtworzone jako Kamuro Champion Gai

Większa część gry odbywa się na terenie tokijskiej dzielnicy Shinjuku, przede wszystkim w rejonie Kabuki-chō (w grze jako Kamuro-chō), sławnym z kin pornograficznych, salonów pachinko, klubów z hosstesami, „hoteli miłości” (wynajem na godziny), barów, restauracji, klubów nocnych oraz obecności przestępczości zorganizowanej. Na potrzeby gry większość nazw własnych miejsc i obszarów została zmieniona. Tak też w grze można odwiedzić teatr Koma (jako Kamuro Theater), Plac Teatralny, Milano Bowl (jako Shunjiku Mach Bowl), sklepy Don Quijote, stację Seibu-Shinjuku, ulicę Kabuki-chō Sakura (jako Kamuro-chō Pink Street), sklepy FamilyMart (przemianowane na Poppo). Obszar Shinjuku Golden Gai, sławny z małych barów, również został odwzorowany w grze jako Kamuro Champion Gai.
W odwzorowaniu Kabuki-chō pominięto najwyższy budynek tego obszaru, Tōkyō-to kenkō puraza haijia (jap. 東京都健康プラザハイジア) oraz otaczające go tereny. W jego miejsce wprowadzono fikcyjne ulice oraz podobny wieżowiec, nazwany Millenium Tower.

## Przebieg gry
Główny motyw gry został podzielony na 13 rozdziałów. Każdy rozdział został podzielony na trzy tryby gry, zwane Event, Adventure i Battle.

### Event
Przerywniki filmowe, zwane events, pojawiają się po wykonaniu określonych czynności lub pokonaniu określonej postaci w trybie adventure. Przedstawiają także zadania postawione przed graczem w każdym rozdziale.

### Adventure
W trybie adventure postać porusza się po mieście, gromadzi informacje, wypełnia zadania (główne i poboczne), kupuje przedmioty oraz ma możliwość wzięcia udziału w przeróżnych mini-grach (UFO Catcher, batting cage, bakarat, blackjack, ruletka, toba, pachinko, flirt w hostess barze).

### Battle
Podczas eksploracji gry w trybie adventure postać losowo napotyka sytuacje, w których konieczne jest użycie siły. Podczas walki postać zyskuje możliwość wykorzystania elementów otoczenia. Po zakończeniu starcia gracz uzyskuje doświadczenie niezbędne do podnoszenia statystyk i umiejętności.

## Oprawa dźwiękowa
Za oprawę dźwiękową odpowiedzialny jest Hidenori Shōji. Standardowo gra obsługuje dźwięk w trybach mono i stereo. Przy wykorzystaniu przewodu TOSLINK gra oferuje odtwarzanie dźwięku wielokanałowego w technologii A/52 podczas przerywników wideo oraz Dolby Surround Pro Logic II w czasie gry.

### Obsada
Yakuza jest jedyną grą w serii, w której do wersji na rynek zachodni głosu użyczyli aktorzy angielskojęzyczni. W pozostałych częściach gry dostępny jest jedynie dubbing japoński.
- Takaya Kuroda (japoński) / Darryl Kurrylo (angielski) jako Kazuma Kiryu
- Rie Kugimiya (japoński) / Debi Derryberry (angielski) jako Haruka Sawamura
- Kazuhiro Nakatani (japoński) / Michael Rosenbaum (angielski) jako Akira Nishikiyama / Akira Nishiki
- Miyako Uesaka (japoński) / Eliza Dushku (angielski) jako Yumi Sawamura / Mizuki Sawamura
- Tetsuya Watari (japoński) / Roger L. Jackson (angielski) jako Shintarō Kazama / Shintarō Fuma
- Junko Mihara (japoński) / Rachael Leigh Cook (angielski) jako Reina
- Kazuhiro Yamaji (japoński) / Bill Farmer (angielski) jako Makoto Date
- Naomi Kusumi (japoński) / Michael Madsen (angielski) jako Futoshi Shimano / Futo Shimano
- Hirooki Yoshida (japoński) / Robin Atkin Downes (angielski) jako Kyohei Jingu
- Takafumi Yamaguchi (japoński) / Daniel Capellaro (angielski) jako Shinji Tanaka
- Hidenari Ugaki (japoński) / Mark Hamill (angielski) jako Goro Majima
- 龍澤慎一 (japoński) / James Horan (angielski) jako Lau Kar-long / Lau Ka Long
- Ryūji Mizuki (japoński) / Alan Dale (angielski) jako Masaru Sera / Masa Sera
- Akina Okada (japoński) / Nan McNamara (angielski) jako Saya Date
- Yoshiaki Fujiwara (japoński)/ Dwight Schultz (angielski) jako Sai no Hanaya / Kage

### Ścieżka dźwiękowa
25 stycznia 2007 roku w Japonii firma Wave Master wydała dwupłytowy album zawierający ścieżkę dźwiękową z dwóch pierwszych części gry – Yakuza & Yakuza 2 Original Sound Track (HCV-287). Muzykę skomponowali Hidenori Shōji, Sachio Ogawa, Keitarō Hanada, Fumio Itō, Yuri Fukuda. Motywem końcowym gry jest kompozycja Johna Newtona Amazing Grace – klasyczny utwór gospel w wykonaniu Eri Kawai. W albumie znajdują się 23 utwory (szczegóły poniżej).
| Ryu Ga Gotoku Original Soundtrack |
| --- |
| 01. Service Games 2005 (0:32) 02. Receive You feat. Makoch, Yuri (chorus), Tomica (chorus) (3:30) 03. 龍の嘶き (1:26) 04. Unrest (4:12) 05. Blow To The City (2:52) 06. Funk Goes On (2:53) 07. son of a gun (2:44) 08. Scarlet Scar (2:46) 09. Intelligence For Violence (2:07) 10. id (3:54) 11. The End Of The Drama (3:09) 12. Pray Me (3:06) 13. Receive You ~The Prototype~ (3:49) 14. Turning Point (2:49) 15. 誰が為に (3:37) 16. Amazing Grace ~Quartet Arrange~ feat. Eri Kawai (3:37) 17. Poison Pill (1:58) 18. Hideout (2:00) 19. Singin' Bass (3:14) 20. Clear Starlit Sky (1:24) 21. Coming To My Life (1:38) 22. Receive You ~Remix Version~ feat. Makotch, Yuri (chorus), Tomica (chorus) (2:20) 23. Extract Medley From Original Score (Bonus Track) (10:54) |

## Wprowadzanie gry na rynek

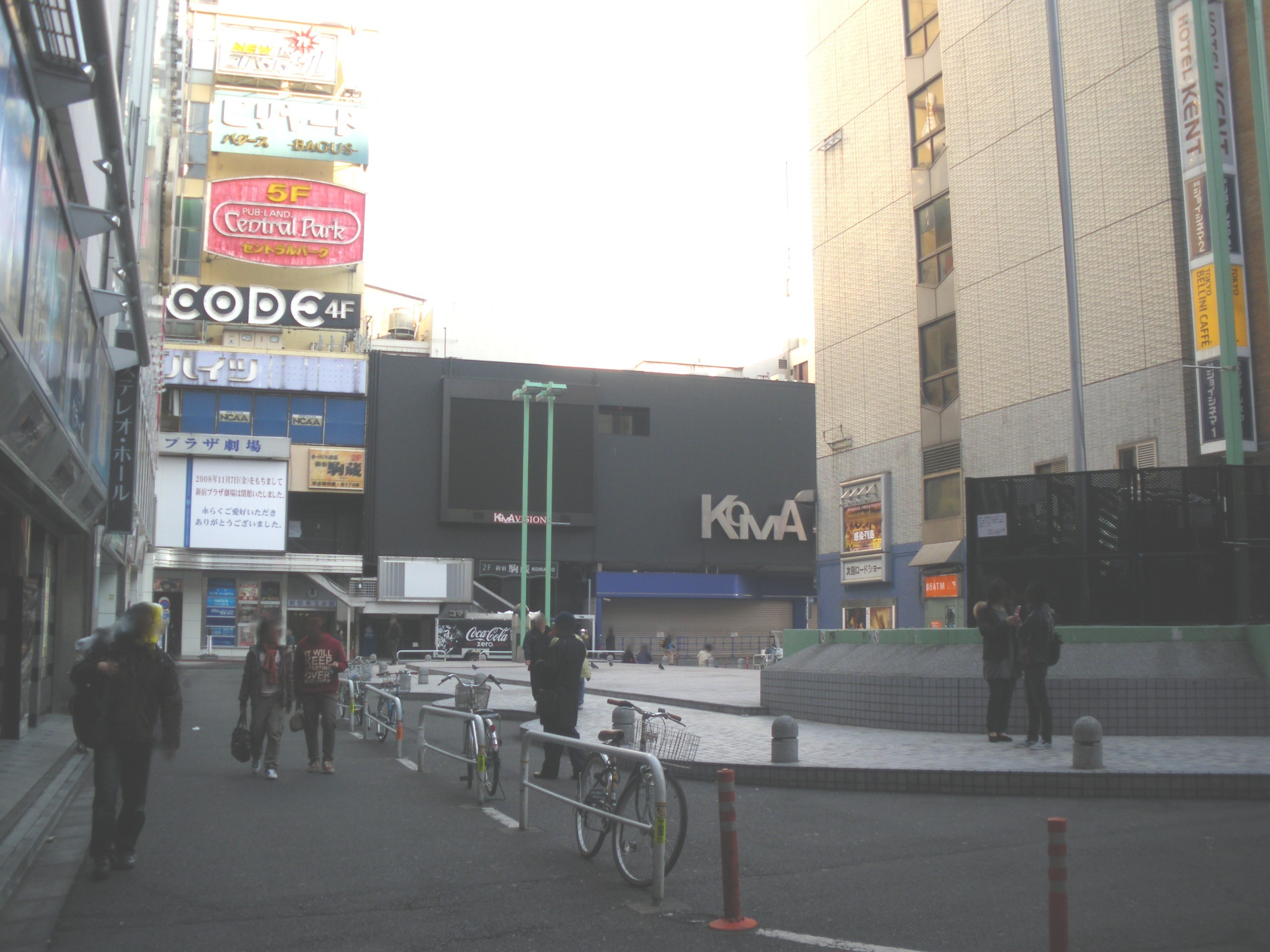
Kamuro Theater, został zaprojektowany na wzór teatru Koma. Reklamy wyświetlane na jego telebimie są dostępne w grze na pełnym ekranie

### Product placement
Aby uzyskać środki na kosztowną produkcję gry oraz aby stworzyć realistyczną kopię Kabukichou Sega zawarła umowy ze sławnymi japońskimi firmami. W wyniku tych umów miejsca w grze, jak na przykład sklepy Don Quijote i salony gier Club Sega zostały realistycznie odwzorowane.
Sega wykorzystała także strategię product placement do promocji firm wewnątrz gry. Współpraca z japońską grupą Suntory zaowocowała bannerami reklamującymi firmę. Reklamy i automaty sprzedające firmy Boss Coffee należącej do tej grupy widoczne są wszędzie na obszarze Kamurachou, a ich produkty w puszkach można kupić w sklepach. Suntory zajmuje się także importem alkoholi, tak też wszystkie pojawiające się w grze whisky, burbony od Jack Daniel's czy piwa Carlsberg są rzeczywistym odwzorowaniem tych marek spod szyldu Suntory.
Innymi produktami promowanymi w grze są magazyny Sabra wydawnictwa Shōgakukan, SPA! firmy Fujisankei Communications Group, World Club Cup firmy Panini Group. Spoty tej ostatniej wraz z reklamami drinków od Suntory i grą Madżong od Segi wyświetlane są na telebimie Koma Theatre (modelu teatru Kamuro).
UFO Catcher od Segi został udostępniony jako mini-gra, a w salonach gier Club Sega stoją automaty do gier Virtua Fighter 4 i SpikeOut.

### Wersje gry
Dla zamawiających grę przed premierą firma przygotowała prezenty w postaci przypinki z herbem klanu Tojo
 oraz monografii Kamutai Magazine (grudzień 2005). Od tego momentu do każdej kolejnej gry z serii Yakuza zamówionej przed premierą Sega dodaje kolejny nr Kamutai Magazine.
Wydanie gry w serii PlayStation 2 the Best zawiera dodatkową płytę DVD z zwiastunem gry Yakuza 2, natomiast wydanie wznowione gry zyskało odświeżoną okładkę z różami w tle i dodatkową płytę DVD ze zwiastunem gry Ryuu ga Gotoku Kenzan! na Playstation 3, wiadomością od aktorów użyczających głosu postaciom oraz 20-minutowym wywiadem z producentem gry.
Wydania gry na zachodzie nie zawierały żadnych dodatków, zamiast tego oddziały Sega w Ameryce i Europie skupiły się na promocji gry w sieci. Stworzono grę przeglądarkową „CodeYakuza.com” oraz film aktorski na podstawie gry z angielskimi napisami w reżyserii Takeshi Miyasaka, zatytułowany As Though a Dragon: Prologue, który było można pobrać za darmo z oficjalnej strony gry.

### Wyniki sprzedaży
Gra odniosła komercyjny sukces na rynku japońskim i już 26 października 2006 roku osiągnęła status PlayStation 2 the Best. Wydanie wznowione gry ujrzało światło dzienne 6 grudnia 2007 roku. W przeciwieństwie do rynku Azji, na Zachodzie gra nigdy nie osiągnęła statusu gry platynowej czy Greatest Hits, chociaż ogólne wyniki sprzedaży sięgają 1 miliona kopii.

## Odbiór gry
Gra spotkała się z entuzjastycznym przyjęciem na rynku japońskim za innowacyjne połączenie interesującego przebiegu rozgrywki z emocjonującą historią rodem z filmów akcji, psychologizmem i rozwojem postaci, w świecie japońskich organizacji przestępczych. Ogółem Yakuza otrzymała dobre oceny wśród krytyków.
IGN docenił system walki w grze i wyczucie stylu, lecz skrytykował monotonny przebieg gry.

## Adaptacje filmowe

### Direct-to-video
W 2006 roku Takeshi Miyasaka wyreżyserował film direct-to-video As Though a Dragon: Prologue (jap. 龍が如く 〜序章〜 Ryū ga gotoku: Joshō) z mistrzami mieszanych sztuk walki i japońskim wrestlerem Masakatsu Funaki w roli Kazumy Kiryū.

### Film kinowy
Kinowa adaptacja zatytułowana As Though a Dragon: Movie Version (jap. 龍が如く劇場版 Ryū ga gotoku: Gekijōban) wyreżyserowana przez Takashi Miike weszła na ekrany kin w 2007 roku. Rolę Kazumy Kiryū odegrał Kazuki Kitamura.